# Sociognatha
Sociognatha là một chi bướm đêm thuộc phân họ Tortricinae của họ Tortricidae.

## Các loài
- Sociognatha oligoropa Diakonoff, 1989